# Zora Konjajev
Zora Konjajev (rojena Stritar), slovenska zdravnica pediatrinja, * 21. december 1921, Ptuj, † 22. november 2020, Sežana

### Življenje in delo
Rodila se je očetu glasbeniku Albinu Stritarju in materi Alojziji, rojeni Čubej. Njena sestra in brat sta bila pevka in atletistka Bogdana Stritar ter agronom Albin Stritar.
Sodelovala je v narodnoosvobodilni borbi, v letih 1943−1945 kot sanitetna delavka na osvobojenem ozemlju. Leta 1948 je diplomirala na Medicinski fakulteti v Ljubljani. Specialistični izpit iz pediatrije je opravila leta 1954 v Zagrebu. Strokovno se je izpopolnjevala iz perinatologije 1953 v Parizu in Zürichu, 1965 pa v Pragi in Moskvi. Doktorsko disertacijo je zagovarjala 1974 v Ljubljani. Leta 1980 je bila izvoljena za redno profesorico na ljubljanski medicinski fakulteti. V raziskovalnem delu se je posvetila proučevanju raznih problemov neonatologije, hospitalnih okužb ter problematiki nedonošenčkov, še posebej pa se je ukvarjala z okužbo s citomegalovirusom. Objavila je okoli 50 strokovnih in znanstvenih člankov.
Najstarejša sestra je bila Bogdana Stritar, druga starejša sestra je bila Zdenka, tretja starejša sestra je bila Nada. Njen mlajši brat je bil Albin (Bine).
Prvi mož je bil narodni heroj Cveto Močnik in z njim je imela hčerko Cvetko. Nato se je ponovno poročila, njen drugi mož je bil agronom Aleksander Konjajev in z njim je imela hčerko Ženjo in sina Andreja.

### Bolezen in smrt
Umrla je 22. novembra 2020 v 99. letu starosti v Bolnišnici v Sežani zaradi težav z dihanjem po okužbi s SARS-CoV-2.

## Odlikovanja in nagrade
- 2001: srebrni častni znak svobode Republike Slovenije z naslednjo utemeljitvijo: »za pionirski strokovni in organizacijski prispevek na področju neonatologije«[6].

- 2015: častna meščanka Ljubljane.

## Izbrana bibliografija
- Izvirni izsledki o intrauterini okužbi novorojencev s citomegalovirusom (disertacija) (COBISS)
- Nedonošenček (COBISS)
- Nega dojenčka : prvemu letu življenja naproti (COBISS)
- Moj otrok : prvo leto življenja (COBISS)